# معركة فليرز كورسيليت
معركة فليرز كورسيليت (بالفرنسية: Battle of Flers–Courcelette)‏ كانت معركة من ضمن هجوم القوات الفرنسية-البريطانية في معركة السوم وقعت في صيف وخريف عام 1916. بدأت في 15 سبتمبر 1916 واستمرت لمدة أسبوع.